# 帕克代爾 (密蘇里州)
帕克代爾（英語：Parkdale）是位於美國密蘇里州傑佛遜縣的村。

## 人口
根據2020年美國人口普查的數據，帕克代爾的面積為0.33平方千米，皆為陸地。當地共有人口159人，而人口密度為每平方千米482人。